# Izu Azuka
Izu Azuka (* 24. Mai 1989 in Ibadan) ist ein nigerianischer Fußballspieler.

## Karriere

### Verein
Azuka begann mit dem Profifußball beim nigerianischen Verein Sharks FC und spielte hier bis ins Jahr 2008. Anschließend wechselte er zum algerischen Verein JS Kabylie. Diesen Verein verließ er nach zwei Jahren Richtung al-Ittihad. Nach dem Ausbruch des Arabischen Frühlings verließ Azuka Libyen und kehrte nach Nigeria zurück. Hier spielte er dann bei FC Sunshine Stars.
Im Sommer 2012 wechselte er zum tunesischen Verein Espérance Tunis und wurde direkt an Club Sportif de Hammam-Lif ausgeliehen.
In der Sommertransferperiode 2013 heuerte Azuka beim türkischen Zweitligisten Kahramanmaraşspor an. Im Frühjahr 2014 wechselte er zum Ligarivalen Gaziantep Büyükşehir Belediyespor, verließ diesen aber bereits nach einer halben Saison. 
Im Frühjahr 2015 wurde Azuka vom kasachischen Erstligisten Irtysch Pawlodar verpflichtet. Bereits im Sommer ging der Stürmer zum Ligarivalen FK Taras. Zur Rückrunde 2016 heuerte er beim türkischen Zweitligisten Yeni Malatyaspor an und spielte hier bis zum Sommer 2016. Im Februar 2017 kehrte nach Kasachstan zurück, diesmal zu Aqschajyq Oral. Eine weitere Kurzstation fand er in Zypern, bevor er zehn Monate in Indien für Jamshedpur FC auflief. Im September 2018 unterschrieb Azuka in Äthiopien; beim Fasil Kenema SC blieb er zweieinhalb Jahre und wechselte dann zum Ligarivalen Wolaitta Dicha FC.

### Nationalmannschaft
Azuka spielte ab 2011 für die nigerianische U-23-Nationalmannschaft und 2012/2013 für die Nigerianische Nationalmannschaft.